# Tristan Garel-Jones
William Armand Thomas Tristan Garel-Jones, baron Garel-Jones, (28 février 1941 - 23 mars 2020) est un homme politique britannique, membre du Parti conservateur. Il est député pour Watford de 1979 à 1997, avant d'être nommé pair de vie en 1997. 
À la suite de son élection au Parlement, Garel-Jones occupe divers postes de whip et est ministre adjoint au ministère des Affaires étrangères. 

## Jeunesse
Né à Gorseinon, Pays de Galles, fils de Bernard Garel-Jones et Meriel Williams,, lui et sa famille déménagent d'abord à Las Palmas dans les îles Canaries avant de s'installer à Madrid, Espagne, quand il avait sept ans. Il fait ses études à la King's School de Canterbury. Ses parents ont créé des écoles de langues en Espagne pendant cette période. Il est retourné au Royaume-Uni et travaille comme banquier avant de se lancer dans une carrière politique. 

## Carrière parlementaire
Garel-Jones se présente à Caernarvon pour la première fois en février 1974, mais est battu par le futur leader de Plaid Cymru, Dafydd Wigley. Il est élu pour Watford aux élections générales de 1979. 
Considéré comme un whip efficace qui réussit à obtenir des votes parlementaires en faveur de la législation de Thatcher, Garel-Jones est néanmoins considéré comme un mélange de Machiavel et d'Ivan le Terrible par la droite Thatcherienne. 
On dit que Garel-Jones est l'inspiration pour le whip Francis Urquhart dans le roman House of Cards et l'adaptation dramatique de la BBC TV. 
Garel-Jones est un leader pro-européen, et il le reste, malgré le passage du parti conservateur à une position plus eurosceptique à la fin de l'ère Thatcher. Cela créé des soupçons parmi les Thatchériens de droite, qui le considèrent comme l'un des "mouillés". Cependant, il vote pour Margaret Thatcher au premier tour de l'élection à la direction du parti conservateur en 1990, contre Michael Heseltine, mais s'est réservé le droit de voter contre elle si elle allait à un deuxième tour. Il a ensuite voté pour Douglas Hurd . 
Après avoir quitté la Chambre des communes en 1997, il est nommé pair à vie en tant que baron Garel-Jones, de Watford dans le comté de Hertfordshire.  
Garel-Jones est un Hispanophile bien connu. Défenseur dévoué de la tauromachie, il a travaillé comme critique taurin . Il est également un partisan d'Humanists UK et un vice-président du Groupe Humaniste Parlementaire All-Party. Il est membre honoraire de la National Secular Society . 

## Vie privée
En 1966, Garel-Jones épouse Catalina Garrigues Carnicer, nièce du critique taurin espagnol Antonio Díaz-Cañabate (es),. Ils ont quatre fils et une fille . Sa mort à Candeleda, en Espagne, où il vivait  est annoncée le 24 mars 2020 . 